# Junior Stanislas
Felix Junior Stanislas (Kidbrooke, 26 november 1989) is een Engels voormalig voetballer die doorgaans speelde als linksbuiten. Tussen 2008 en 2023 was hij actief voor West Ham United, Southend United, Burnley en Bournemouth.

## Spelerscarrière
Stanislas sloot zich als tienjarige aan bij de jeugdopleiding van West Ham United. Op 27 november 2008 werd hij voor zes weken verhuurd aan Southend United, dat acteerde in de League One. Hij debuteerde voor Southend in een duel om de FA Cup met Luton Town en hij wist tweemaal te scoren. Na zijn terugkeer bij West Ham, debuteerde Stanislas op 16 maart 2009 in de Premier League, toen met 0–0 gelijkgespeeld werd tegen West Bromwich Albion. In het seizoen 2009/10 werd hij meer een vaste waarde, toen hij onder manager Gianfranco Zola gedurende zesentwintig competitiewedstrijden in actie kwam. Het seizoen erop werd Zola vervangen door Avram Grant en de Israëliër gebruikte Stanislas slechts sporadisch. Ook onder diens opvolger, Sam Allardyce had hij weinig kansen op speeltijd.
In de zomer van 2011 verkaste de middenvelder naar Burnley, waar hij voor drie jaar tekende. Volgens hem was de voornaamste reden om West Ham te verlaten, 'een gebrek aan speeltijd'. Zijn eerste wedstrijd voor Burnley speelde Stanislas op 10 september, toen met 2–0 verloren werd van Middlesbrough. Hij verving Keith Tracey in de tweede helft. In zijn debuutseizoen kwam hij tot eenendertig wedstrijden en de jaargang erna speelde hij er vier meer. Op 26 juni 2014 verkaste Stanislas naar Bournemouth. Hij had een nieuw contract aangeboden gekregen bij Burnley, maar hij koos voor een weerzien met zijn oude coach, Eddie Howe. Op 27 april 2015 bereikte hij promotie met Bournemouth. Na een 3–0 overwinning op Bolton Wanderers was promotie nog niet officieel zeker, maar tenzij nummer drie Middlesbrough negentien doelpunten verschil in zou halen, promoveert Bournemouth voor het eerst in de clubgeschiedenis naar de Premier League. Op 2 mei won Bournemouth met 0–3 van Charlton Athletic, waarmee de titel in het Championship werd gepakt.
In augustus 2016 verlengde Stanislas zijn verbintenis tot medio 2019. In de zomer van 2018 kwamen hier opnieuw twee seizoenen bij, waardoor zijn contract zou lopen tot medio 2021. Aan het einde van het seizoen 2019/20 degradeerde Bournemouth weer naar het Championship. Stanislas tekende na een jaar met tien doelpunten op dat niveau een vernieuw contract bij Bournemouth, tot aan de zomer van 2023. Na twee seizoenen in het Championship keerde Stanislas met Bournemouth terug naar de Premier League. De vleugelspeler speelde tijdens het seizoen 2022/23 vier competitiewedstrijden, telkens als invaller. In de zomer van 2023 verliet hij de club en in oktober besloot hij op drieëndertigjarige leeftijd een punt te zetten achter zijn actieve loopbaan.

## Clubstatistieken
| Seizoen | Club            | Competitie     | Competitie | Competitie | Beker | Beker | Internationaal | Internationaal | Totaal | Totaal |
| Seizoen | Club            | Competitie     | Wed.       | Dlp.       | Wed.  | Dlp.  | Wed.           | Dlp.           | Wed.   | Dlp.   |
| ------- | --------------- | -------------- | ---------- | ---------- | ----- | ----- | -------------- | -------------- | ------ | ------ |
| 2008/09 | Southend United | League One     | 6          | 1          | 3     | 2     | —              | —              | 9      | 3      |
| 2008/09 | West Ham United | Premier League | 9          | 2          | 0     | 0     | —              | —              | 9      | 2      |
| 2009/10 | West Ham United | Premier League | 26         | 2          | 2     | 2     | —              | —              | 28     | 4      |
| 2010/11 | West Ham United | Premier League | 6          | 1          | 2     | 0     | —              | —              | 8      | 1      |
| 2011/12 | West Ham United | Championship   | 1          | 0          | 1     | 1     | —              | —              | 2      | 1      |
| 2011/12 | Burnley         | Championship   | 31         | 0          | 1     | 0     | —              | —              | 32     | 0      |
| 2012/13 | Burnley         | Championship   | 35         | 5          | 2     | 0     | —              | —              | 37     | 5      |
| 2013/14 | Burnley         | Championship   | 27         | 2          | 5     | 1     | —              | —              | 32     | 3      |
| 2014/15 | Bournemouth     | Championship   | 13         | 1          | 7     | 1     | —              | —              | 20     | 2      |
| 2015/16 | Bournemouth     | Premier League | 21         | 3          | 4     | 2     | —              | —              | 25     | 5      |
| 2016/17 | Bournemouth     | Premier League | 21         | 7          | 1     | 0     | —              | —              | 22     | 7      |
| 2017/18 | Bournemouth     | Premier League | 19         | 5          | 1     | 0     | —              | —              | 20     | 5      |
| 2018/19 | Bournemouth     | Premier League | 23         | 2          | 4     | 2     | —              | —              | 27     | 4      |
| 2019/20 | Bournemouth     | Premier League | 15         | 3          | 1     | 0     | —              | —              | 16     | 3      |
| 2020/21 | Bournemouth     | Championship   | 35         | 10         | 1     | 1     | —              | —              | 36     | 11     |
| 2021/22 | Bournemouth     | Championship   | 7          | 0          | 1     | 0     | —              | —              | 8      | 0      |
| 2022/23 | Bournemouth     | Premier League | 4          | 0          | 1     | 1     | —              | —              | 5      | 1      |
| Totaal  | Totaal          | Totaal         | 299        | 44         | 37    | 13    | 0              | 0              | 336    | 57     |

## Erelijst
| Championship | 1 | 2014/15 |